# Lukáš Marvan
Lukáš Marvan (* 4. dubna 1962 Písek) je český básník, prozaik a novinář.

## Životopis
Narodil se v Písku, dětství prožil v Praze, vystudoval gymnázium v Radotíně, Vysokou školu zemědělskou v Praze -Suchdole, titul Ing. Nyní žije v Ústí nad Labem. Živil se jako novinář, buddhistický mnich.
V roce 2003 se vypravil na půlroční buddhistický pobyt na Šrí Lanku, kde v lesích meditoval. Zprávu o této duchovní pouti vydal v próze Mnich (Eminent, 2004).
Působil jako tiskový mluvčí Hasičského záchranného sboru Ústeckého kraje.
Má dceru Šimonu a syna Kristiána.

## Publikační činnost
Publikovat básně začal v devadesátých letech v Revolver revui a Literárních novinách, od té doby v řadě dalších revuích, sbornících a antologiích včetně zahraničních. Jeho básně byly přeloženy do francouzštiny, polštiny, nizozemštiny.

### Antologie
- Antologie české poezie II.díl (1986-2006) ISBN 978-80-86862-30-9
- Cestou - Básnický almanach Welesu ISBN 80-239-2146-0
- Nejlepší české básně 2011 ISBN 978-80-7294-557-3
- Nejlepší české básně 2019 ISBN 978-80-7577-998-4
- Pandezie ISBN 978-80-11-00496-5
- Každý ji zná a tak bude maskovaná ISBN 978-80-7530-389-9

### Antologie v dalších jazycích
- La poésie tchèque en fin de siècle, Sources ISBN 2-87406-040-2
- Anthologie de la poésie tchéque contemporaine 1945-2000, Gallimard, ISBN 2-07-042300-X
- FA art
- Tijdschrift voor Slavische Literatur 2020 ISSN 0922-1182

### Rozhovory
- Popiš mi tu proměnu: rozhovory s básníky – Alena Blažejovská, Radim Kopáč, ISBN 978-80-87377-15-4

### Magazíny
- Weles 30-31 ISSN 1214-2948
- Pandora 10/2005
- Tvar 1/2014 ISSN 0862-657X
- Host 8/2018 ISSN 1211-9938
- Tvar 9/2022 ISSN 0862-657X

## Dílo

### Básnické sbírky
- Levhart nebo leopard – Český spisovatel 1993
- Stíny a příběhy – Torst 1997
- Je to napsáno v čarách světa – Petrov 2000
- Noční cesta denní krajinou – Petrov 2003
- Klášter v džungli – Concordia 2004
- Deník Avatára – Druhé město 2010
- Cestovní básně – Dauphin 2019
- Někoho mi připomínáš – Dauphin 2021

### Próza
- Mnich. Deník ctihodného Mantakusaly – Eminent 2004
- Záblesky svobody – Druhé město 2014